# Hypnotisk seans
Hypnotisk seans är en oljemålning av Richard Bergh. Den målades 1887 och tillhör sedan 1915 Nationalmuseum. 
Bergh var under större delen av 1880-talet bosatt i Paris där han och de andra opponenterna tog intryck av rådande konstströmningar. Den så kallade naturalismen var ursprungligen en litterär rörelse som anammades av författare såsom Émile Zola och August Strindberg. De var påverkade av tidens naturvetenskapliga landvinningar och skildrade vanliga människors vardag på ett djupt psykologiskt sätt. Naturalismen spreds till bildkonstnärer, till exempel Bergh som här visar hur man intresserade sig för modern medicinsk vetenskap och för det mänskliga medvetandets olika nivåer. Hypnos var ett sätt att komma i kontakt med det undermedvetna.